# ГЕС Манік-5
ГЕС Манік-5 (ГЕС Манікуаган-5), гребля Данієль-Джонсон, ГЕС Манік-5-PA (ГЕС Манікуаган-5-PA) (фр. Centrale Manic-5)  — діюча гідроелектростанція на річці Манікуаган, провінція Квебек, Канада.
Створення каскаду на зазначеній річці було розпочато у 1959 році з самої верхньої і найпотужнішої ступені — Манікуаган-5. В 1968 році будівництво греблі було в цілому завершено, а ГЕС добудували до 1971 року. Розташований нижче за течією каскад складається з ГЕС Манікуаган-3 (1224 МВт), ГЕС Манікуаган-2 (1024 МВт), ГЕС Манікуаган-1 (184 МВт) та ГЕС Маккормік (335 МВт). Власником усіх станцій на річці Манікуаган є компанія Hydro-Québec. 
Гребля станції Манікуаган-5 має назву Денієль-Джонсон на честь прем'єр-міністра Квебеку, що ініціював її будівництво, та є найбільшою багатоарковою греблею у світі. Ця споруда заввишки 214 метрів та завдовжки 1314 метрів потребувала 2,2 млн.м³ бетону. Гребля має 14 контрфорсів, які утворюють 13 арок різних розмірів, найбільша з яких, шириною 160 м, знаходиться в центрі. Споруда зведена з високоякісного морозостійкого бетону, а з боку водосховища її поверхня покрита асфальтом. Можливо відзначити, що контрфорсна багатоаркова гребля складається начебто з декількох невеликих аркових гребель, з'єднаних одна з одною, і передає навантаження не в берега, як звичайна аркова гребля, а на підмурівок через контрфорси. Греблі такої конструкції вимагають найменшої витрати бетону, але технологічно досить складні і вимагають високої культури будівництва. 
Гребля утворює велике водосховище Манікуаган кільцеподібної форми. Своєрідний вид водосховища пояснюється його розташуванням у воронці величезного стародавнього метеоритного кратера (утворився в результаті падіння астероїда 214 млн. років тому). Площа резервуара - 1942 км², об'єм - 139,8 км³, що робить його одним з найбільших водосховищ світу. Резервуар виконує регулюючу функцію для всього каскаду.
Власне ГЕС розташована на деякій відстані від греблі, вода до неї підводиться по двох дериваційних тунелях діаметром по 11 м. Вони закінчуються зрівняльними резервуарами, після яких розділяються на 4 напірних водогони кожен. Машинний зал Манікуаган-5 має потужність 1592 МВт (8 радіально-осьових гідротурбін). Пізніше, було вирішено збільшити потужність станції і побудувати другу чергу - ГЕС Манікуаган-5-РА. Спорудження цієї підземної ГЕС потужністю 1064 МВт (4 гідроагрегати) завершили у 1990 році.

## Ресурси Інтернету
- Rex Loring (reporter) (17 березня 1964), Hydro chez nous - CBC Archives, Newsmagazine, Canadian Broadcasting Corporation, архів оригіналу за 3 квітня 2011, процитовано 19 серпня 2010
- Jean Ducharme (host) (31 травня 1963), Hydroélectricité : le pouvoir de l'eau - Les Archives de Radio-Canada, Aujourd'hui (French) , Radio-Canada, архів оригіналу за 2 червня 2011, процитовано 19 серпня 2010
- 3D model